# Tarek Chaabani
Tarek Chaabani (ur. 12 sierpnia 1957) – tunezyjski lekkoatleta, który specjalizował się w rzucie oszczepem.
Trzykrotny medalista mistrzostw Afryki - w 1979 zdobył brąz, w 1984 złoto, a w 1988 srebro. W 1979 zdobył srebrny medal igrzysk śródziemnomorskich osiągając wynik 78,42. Przegrał wówczas tylko z Francuzem Penisio Lutui. Cztery lata później podczas kolejnej imprezy tej rangi uzyskał wynik 73,28 i zajął 3. lokatę. W 1987 uczestniczył w mistrzostwach świata, które odbyły się w Rzymie. Z wynikiem 64,66 zajął 17. miejsce w swojej grupie eliminacyjnej i nie awansował do finału. Wielokrotny mistrz Tunezji - złote medale zdobywał w 1980, 1981, 1982, 1983, 1984, 1985, 1988, 1990 oraz 1992. Rekord życiowy: 78,42 (stary model oszczepu, 25 września 1979, Split).